# Horizon (Vangelis)
Horizon is een ononderbroken suite van Jon & Vangelis. Het is de zesde track van hun album Private Collection en tegelijkertijd de langste track. Het lied gaat over de onmogelijkheid van mensen om samen te werken, terwijl alle factoren daartoe wel aanwezig zijn. Jon Anderson zette in op de muziek, die ons allen bindt en ook voor een oplossing zorg kan dragen.
Horizon is een (relatief) zeer lange track met lange instrumentale gedeelten en een thema, dat nogal hoogdravend was. Alles wordt gespeeld in een zeer langzaam tempo waarop nauwelijks gedanst kan worden; het is meer geschikt voor ballet. De maatvoering is in vieren, waarbij tel één zachtjes wordt aangegeven, tel twee de afterbeat krijgt, tel drie wederom zachtjes en tel vier verdeeld wordt in drie korte “slagen” en een stilte.
Het nummer begint met een sequencer die vier keer sneller loopt dan de maatindeling; elke tel krijgt binnen de sequencer vier tikken. Deze basis, samen met de maatverdeling, geeft in eerste instantie Vangelis om zijn thema te spelen en daarna te herhalen. Vervolgens treedt de saxofonist en fluitist aan om dat thema opnieuw te spelen en te herhalen. Pas daarna begint Anderson met zijn zweverig stem aan de tekst. Ook deze tekst wordt herhaald. De tekst en muziek lopen mee door de “geluidsslierten” van Vangelis uit op een eerste climax. Het werk zakt daarna in, maar in de herhaling komt opnieuw de climax terug. Het nummer lijkt tot stilstand te komen met een crescendo, waarna de sequencer stilvalt en het basisritme verstond. Vangelis begint wat in eerste instantie op een coda lijkt, maar uiteindelijk een volgend deel van de suite is. Opnieuw eerst instrumentaal met herhalingen en later met zang van Anderson, ook herhaald. Wederom valt de muziek stil om over te gaan in een nieuw deel van de suite. Uiteindelijk bij de 19e minuut komt de melodie uit het begin in andere hoedanigheid terug en loopt naar het eind.
Opvallend aan dit lied is het verschil in dynamiek en stemming. De dynamiek varieert van pianissimo tot fortississimo en is derhalve uitermate geschikt voor de compact disc die toen net haar intrede had gedaan. De stemming is door het langzame tempo en de mineur enigszins somber. Vangelis laat zich in sommige soli helemaal gaan in soms dreigende en onheilspellende muziek. Het eind is positiever van klank. Het orkestrale karakter van Vangelis’ muziek komt tot uiting in het laten klinken van massieve gong dan wel tamtamgeluiden onttrokken aan de synthesizer.

## Musici
- Jon Anderson – zang
- Vangelis – toetsinstrumenten
- Dick Morrisey – saxofoon en dwarsfluit.